# Eaca Video Genie III
Eaca VIDEO GENIE III (VIDEO GENIE III / EG-3200) је био професионални рачунар фирме Eaca који је почео да се производи у Хонгконгу од 1982. године.
Користио је Zilog Z80A као микропроцесор. RAM меморија рачунара је имала капацитет од 64 KB (до 192 KB). 
Као оперативни систем кориштен је CP/M или NewDOS-80.

## Детаљни подаци
Детаљнији подаци о рачунару VIDEO GENIE III су дати у табели испод.
|                       |                                                                                           |
| [ 1 ]                 |                                                                                           |
| Произвођач            |                                                                                           |
| Тип                   | професионални рачунар                                                                     |
| Меморија              | 64 (до 192 )                                                                              |
| Поријекло             | Хонгконг                                                                                  |
| Година                | 1982                                                                                      |
| Тастатура             | одвојива, пуни помак тастера, 86 тастера са нумеричком тастатуром и 8 функцијских тастера |
| Процесор              |                                                                                           |
| Фреквенција процесора | 3,2                                                                                       |
| RAM                   | 64 (до 192 )                                                                              |
| ROM                   | 2                                                                                         |
| Текст                 | 16 линија x 64 знакова у линији / 24 линија x 80 знакова                                  |
| Графика               | нема у основној верзији                                                                   |
| Боја                  | монохроматски                                                                             |
| Звук                  | уграђени звучник                                                                          |
| Димензије             | 43,5 (ширина) x 28 (дубина) x 8 (висина) /                                                |
| Портови               |                                                                                           |
| Оперативни систем     |                                                                                           |